# Place Saint-Roch
Pour les articles homonymes, voir Saint-Roch (homonymie).
La place Saint-Roch est un espace public de la commune de Mont-de-Marsan, dans le département français des Landes.

## Présentation
Comptant parmi les principales places du centre-ville, elle est connue de tous les habitants. Bordée par de nombreux commerces, elle est également chaque année un des hauts lieux des fêtes de la Madeleine. Sur un espace couvert attenant, dénommé « passage du Marché », a lieu chaque mardi matin et samedi matin le marché Saint-Roch, classé parmi les « cent plus beaux marchés de France » , label récompensant son authenticité ainsi que la variété, la fraicheur et la présentation des produits. Le passage du Marché accueille également chaque premier mercredi du mois un marché aux puces. Le reste du temps, il sert de parking.

### Situation et accès
La place Saint-Roch est située dans le centre-ville de Mont-de-Marsan, au sud du Midou et à l'est de la rue Léon-Gambetta, la principale artère commerçante de la ville, à laquelle elle est reliée par les rues Montluc et André-Bergeron. Elle est reliée à la place Jean-Jaurès (Sablar) par la rue Léon-des-Landes. Elle rencontre également la rue du 4-septembre et les allées Brouchet.
Sa forme est trapézoïdale et sa superficie est d'environ 4100 m2 (83 mètres de long sur 66 mètres de large côté nord et 32 mètres de large côté sud).
Les constructions qui la bordent sont pour l'essentiel des maisons de ville d'un à deux étages, alignées sur la rue, parfois dotées d'un balcon, inspirées de l'architecture du XVIIIe siècle.

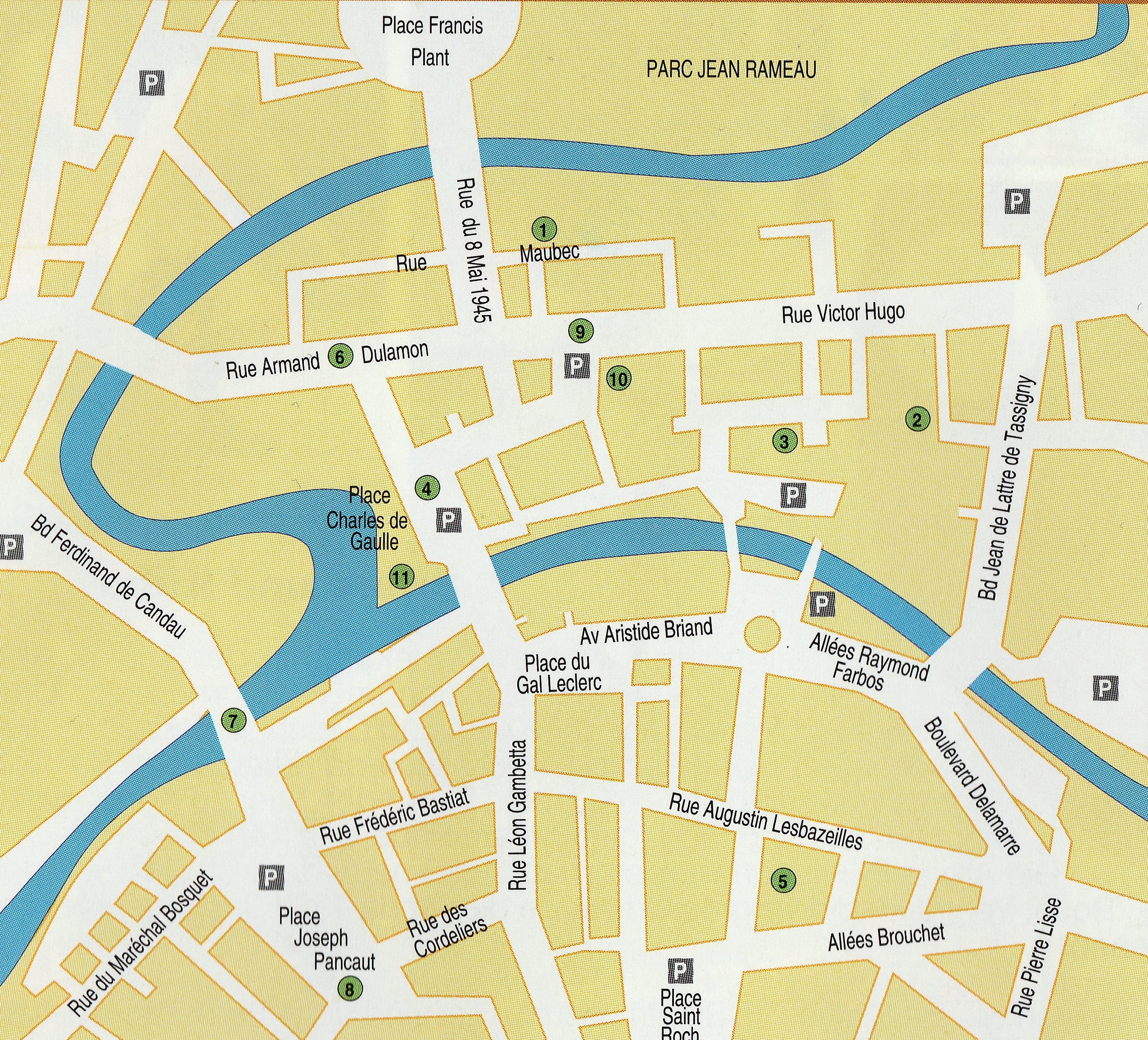
Situation de la place Saint-Roch
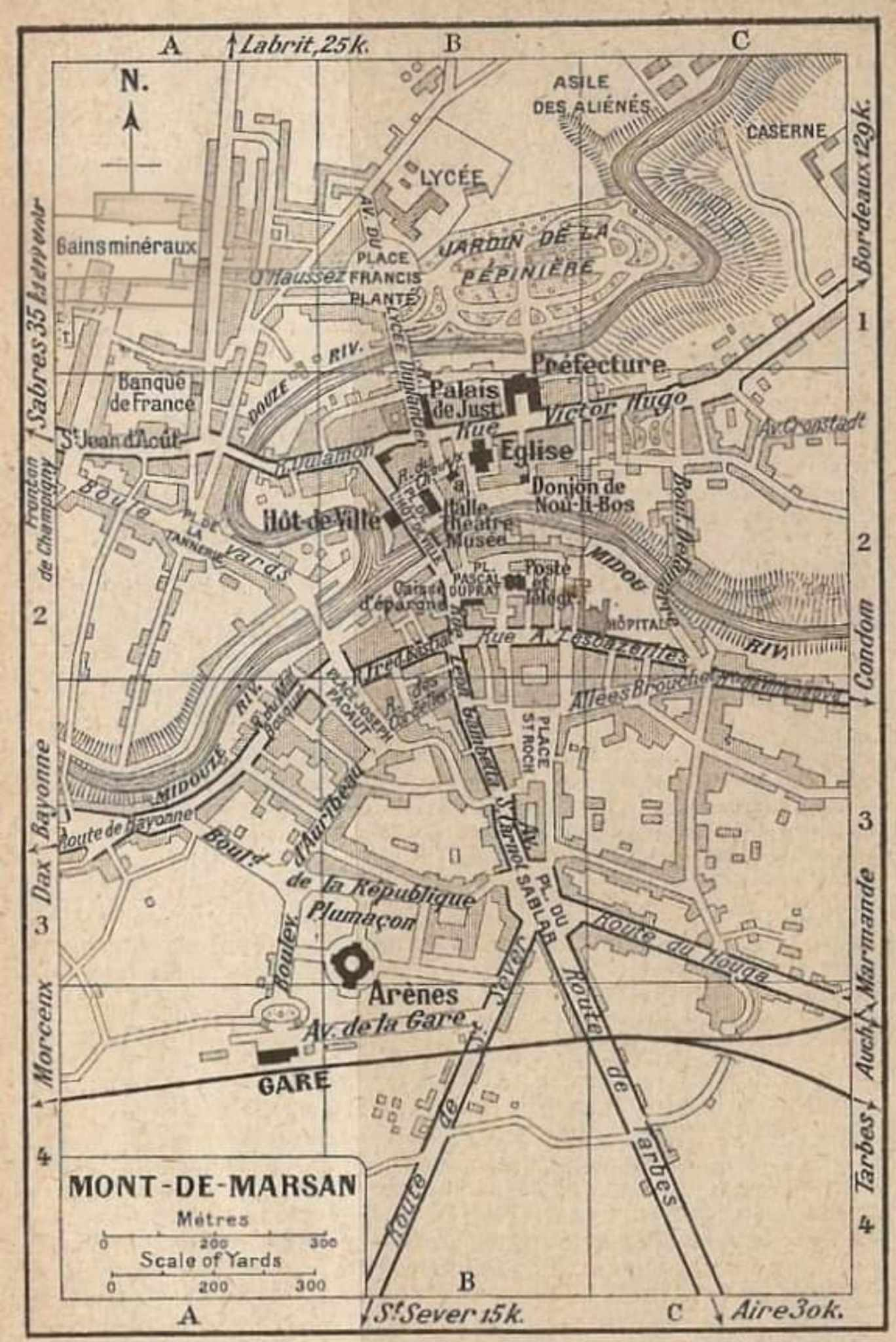
Situation de la place Saint-Roch sur un plan ancien.

### Nom
La place porte le nom de Roch de Montpellier, saint de la chrétienté invoqué lors d'une épidémie de peste frappant les Landes au cours du XVIIe siècle : face à la menace, la paroisse de Mont-de-Marsan organise un pèlerinage vers le sanctuaire de Notre-Dame de Bétharram dans les Pyrénées. La cité landaise ayant été épargnée par la maladie, ses habitants font offrande à Notre-Dame de Bétharram d'une statue de saint Roch entourée d'une fontaine (qui existent toujours) et donnent à la place le nom du saint.
Pendant la Révolution française, la place prend successivement les noms de « place d'Armes » (14 juillet 1790), « place de la Confereration » puis « place de la Liberté ».
Son nom n'a pas changé depuis le 5 mai 1806, date de la première délibération municipale traitant de la dénomination des artères de la ville et reprenant tous les noms déjà existants. Elle figure ainsi sous ce nom sur le cadastre napoléonien de 1811.

## Historique
Le site occupé par l'actuelle place est une ancienne carrière de pierres coquillières, exploitée au XIVe siècle pour l'édification du second rempart de Mont-de-Marsan protégeant le Bourg de la Grande Fontaine. Il est par la suite comblé et nivelé pour former une plaine, située à l'extérieur de la ville. Aux XVIIe et XVIIIe siècles, de nouveaux faubourgs s'agglomèrent à la cité. Parmi eux, le quartier Saint-Roch, intégré dans le périmètre de l'enceinte du bourg de la porte d'Aire, à l'est de la deuxième muraille du Bourg de la Grande Fontaine.

### Marché
Jusqu'en 1949, le jour du Jeudi saint, paysans et métayers des environs se réunissaient sur la place pour vendre des objets de leur fabrication : petits maillets, corbeilles à volailles, « tapiots » (pièges à petits oiseaux), échelles meunières, outils en bois, sabots, pignes à pignons. L'événement était surnommé « marché des voleurs », car les objets mis en vente avaient la réputation d'avoir été réalisés à partir de bois ramassé dans des forêts sans le consentement de leurs propriétaires.

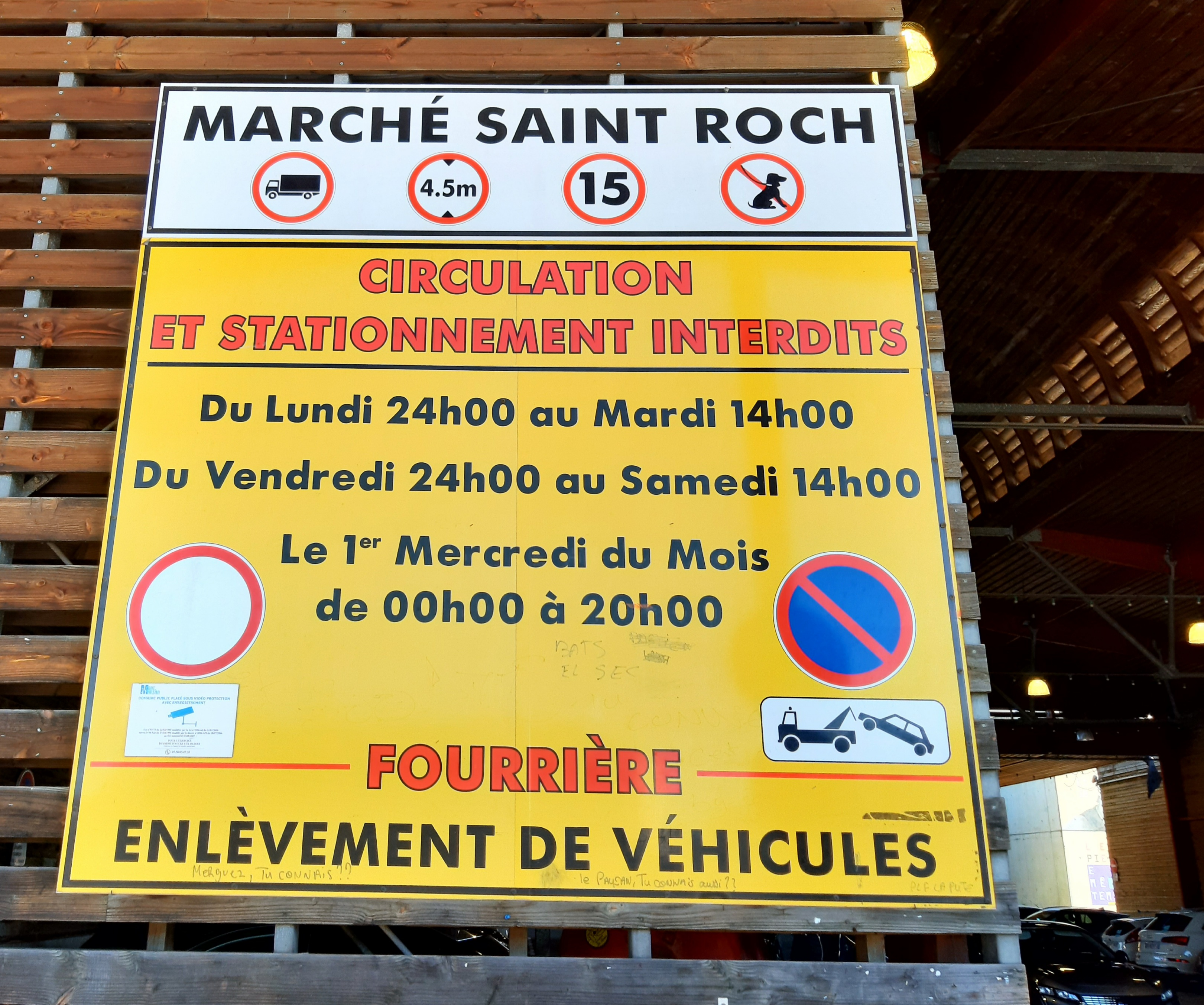
Panneau d'entrée du marché Saint-Roch.

### Révolution française
Sous la Terreur, la guillotine y est installée à deux reprises et fait un nombre limité de victimes. La première d'entre elles est le vicaire de Samadet Dominique Cabiro, condamné à mort le 22 octobre 1793 pour avoir refusé de prêter serment sur la constitution civile du clergé. Il n'est pas exécuté le jour-même de sa condamnation comme le voulait la pratique d'alors mais le 29 octobre 1793 , jour de marché, devant un public ainsi plus nombreux.

### Exposition des condamnés
La première peine aux travaux forcés à perpétuité prononcée par la cour d'assise des Landes pour infanticide date de 1825. Elle concerne une domestique gagée, Jeanninou. Celle-ci déclare devant le tribunal avoir accouché d'un enfant mort qu'elle a jeté dans une pièce d'eau voisine de la maison. Mais le jury la déclare coupable, en vertu de quoi elle est marquée au fer rouge sur l'épaule droite, des lettres «T.P.» (travaux à perpétuité) puis exposée le 19 juillet 1825 sur un échafaud dressé sur la place Saint-Roch avec un écriteau mentionnant ses nom, profession, domicile, cause de la condamnation, arrêt rendu contre elle.

### Tauromachie
Dès le XVIIe siècle, Mont-de-Marsan organise des courses de taureaux dans les rues de la ville. Face aux risques d'accidents, Louis XV publie une ordonnance le 17 février 1757 pour que Mont-de-Marsan, Tartas, Dax et Saint-Sever érigent des « cirques entourés de barrières » destinés à accueillir les spectacles taurins. Une course est organisée sur la place en 1808 et sur un plan daté de 1831, elle prend le nom de « place de la Course ». En 1852, une souscription auprès des Montois permet la construction d'arènes démontables en bois sur ce site. En 1862, la première course hispano-landaise est y produite. Le 19 juillet 1878, un incendie vraisemblablement criminel détruit ces arènes la veille des fêtes de la  Madeleine et décime une partie du bétail enfermé. Artisans et habitants les remontent peu après. Face à ce risque, il est décidé de construire des arènes en dur. C'est ainsi que les arènes du Plumaçon sont construites et inaugurées le 21 juillet 1889, mettant fin à la tradition tauromachique sur la place Saint-Roch, . Depuis 1933, la place accueille les animations foraines lors des fêtes de la Madeleine.

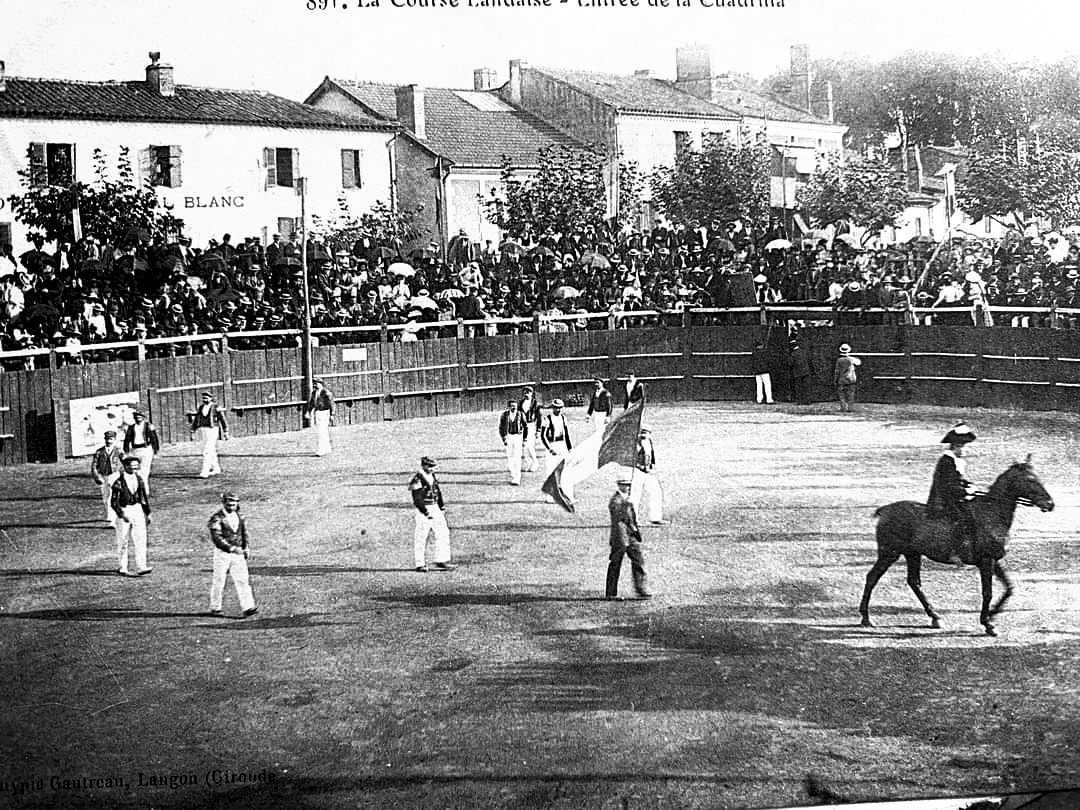
Ouverture d'une course landaise sur la place Saint-Roch : alguazil mènant le paseo.
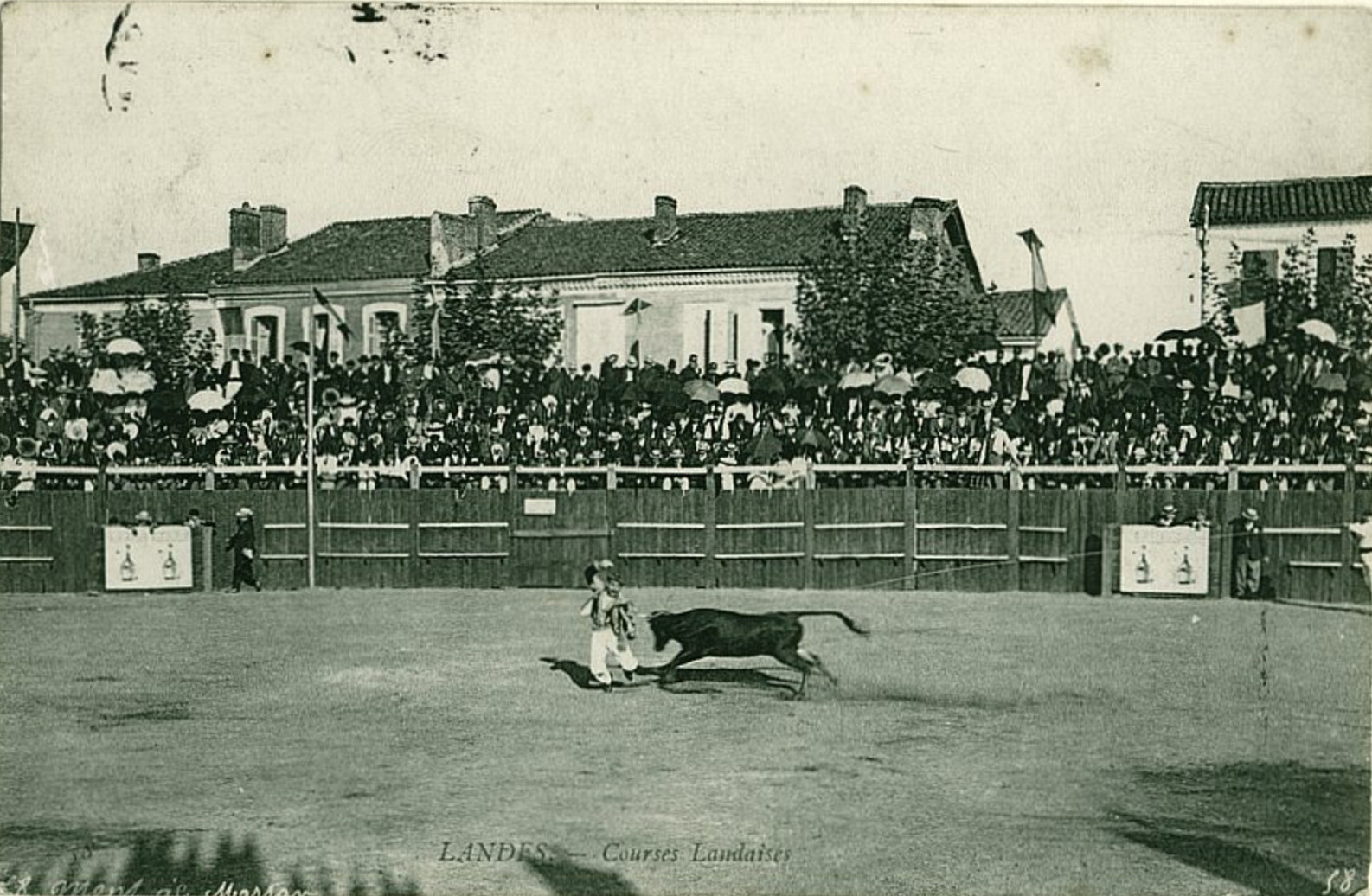
Place Saint-Roch un jour de course landaise.
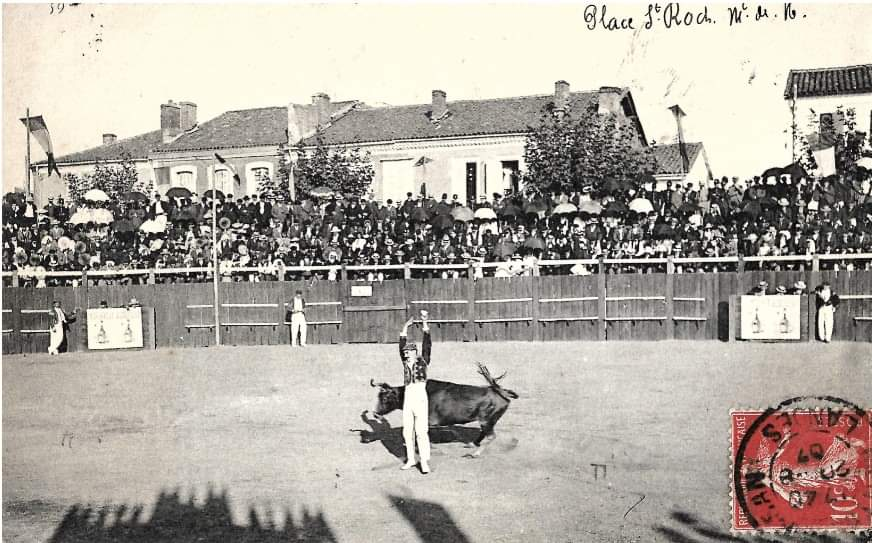
Écarteur sur la place Saint-Roch.

### Seconde Guerre mondiale
Pendant l'occupation allemande, débutant à Mont-de-Marsan le 27 juin 1940, l'Hôtel de France, situé au 1 place Saint-Roch, est réquisitionné pour l'hébergement de soldats allemands (c'est également le cas de l'hôtel Pyrénées et de l'hôtel Richelieu pour les officiers). Les victimes de la rafle du 11 janvier 1944 y sont conduites avant une brève incarcération à la maison d'arrêt de Mont-de-Marsan, puis leur transfert à Bordeaux puis au camp de Drancy le 12, et leur déportation au camp Auschwitz le 3 février 1944 par le convoi n°67. Dans un même temps, à quelques dizaines de mètres de là au n°4, le couple Dupeyron, garagistes engagés dans la Résistance, cache dans son appartement situé au-dessus de l'atelier des pilotes alliés, parmi lesquels le major Evan Evelynd de l'U.S. Air Force dont la forteresse volante est abattue en 1944 dans les environs d'Arjuzanx. La libération de Mont-de-Marsan prend fin avec la bataille du pont de Bats, le 21 août 1944.

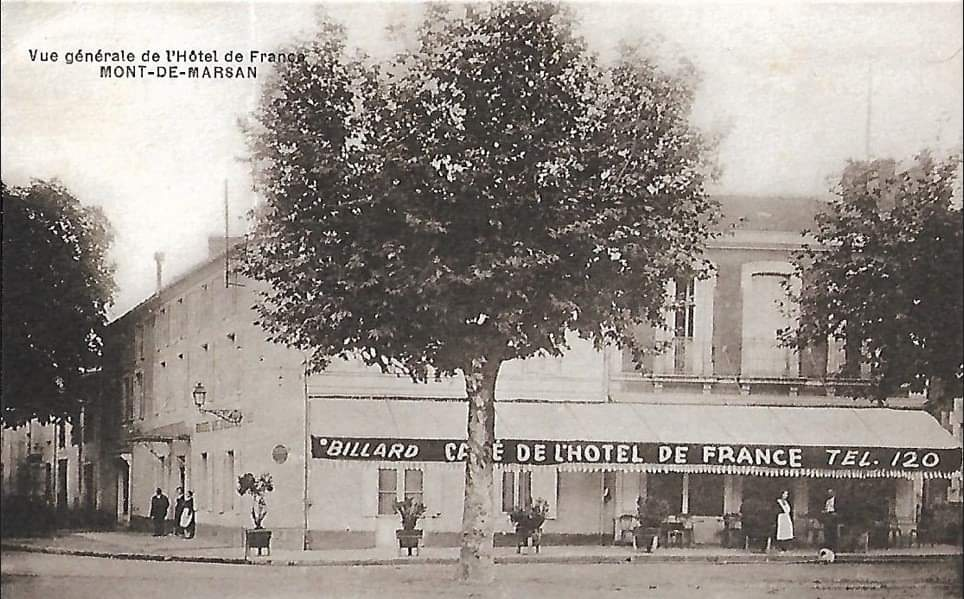
Hotel de France, au n°1 place Saint-Roch, à l'angle avec les allées Brouchet. Il est remplacé en 1972 par la résidence Saint-Roch[1].

### Réaménagements
Un rapport d'activité du maire de 1809 indique  le besoin de faire des reprises au pavage de la place Saint-Roch. Au début du XXe siècle, à l'emplacement de l'entrée du marché couvert actuel au n°4, se trouve l'Hôtel du Cheval Blanc. Détruit par un incendie, il est remplacé en 1930 par le garage flambant neuf des époux Gustave et Andrée Dupeyron, passionnés de mécanique et d'aviation partageant les mêmes valeurs qui les amèneront à s'engager dans la résistance.

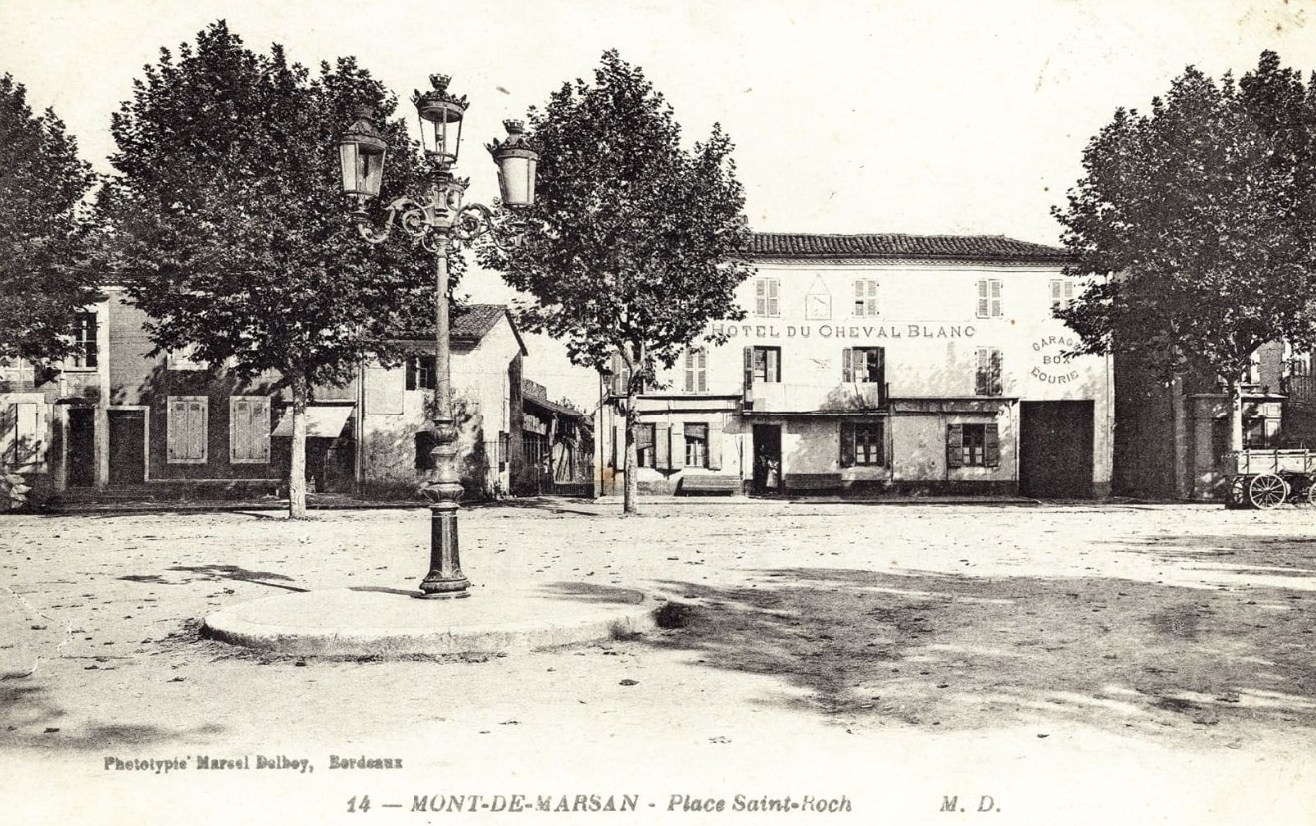
Façade de l'hôtel du Cheval Blanc et son garage-box-écurie. Détruit par un incident, il est successivement remplacé par le garage Renault des époux Dupeyron puis la halle couverte du marché-parking. A droite de l'hôtel, au n°5, se situait l'atelier du maréchal-ferrant Darribère.

La place est couverte en 1952 d'une vaste structure métallique et sert alternativement de marché couvert et de parking, qui devient payant en 1975. La démolition en 1980 de la structure ne rencontre aucune opposition. La commune fait l'acquisition cette même année 1980 de l'ancien garage Dupeyron en vue de l'aménager en parking public et d'y transférer le marché de la place Saint-Roch. Par délibération du conseil municipal du 21 octobre 1982, cet espace reliant la place Saint-Roch côté ouest à la rue Claude-Dépruneaux côté est prend le nom de « passage du Marché ». En 1988, des acquisitions foncières complémentaires permettent son extension. En 2000, la municipalité démolit les dernières structures existantes et construit en ce lieu le nouveau marché couvert Saint-Roch et son parc de stationnement sur trois niveaux, tels que nous les connaissons de nos jours.
La place Saint-Roch est parée d'un revêtement rouge de 2003 à 2016 en souvenir de son passé tauromachique, ce qui lui vaut pendant cette période le surnom de « place rouge » par les habitants. Des travaux entamés en septembre 2016 et achevés en décembre 2017 donnent à la place son aspect actuel.

## Galerie
Photos anciennes

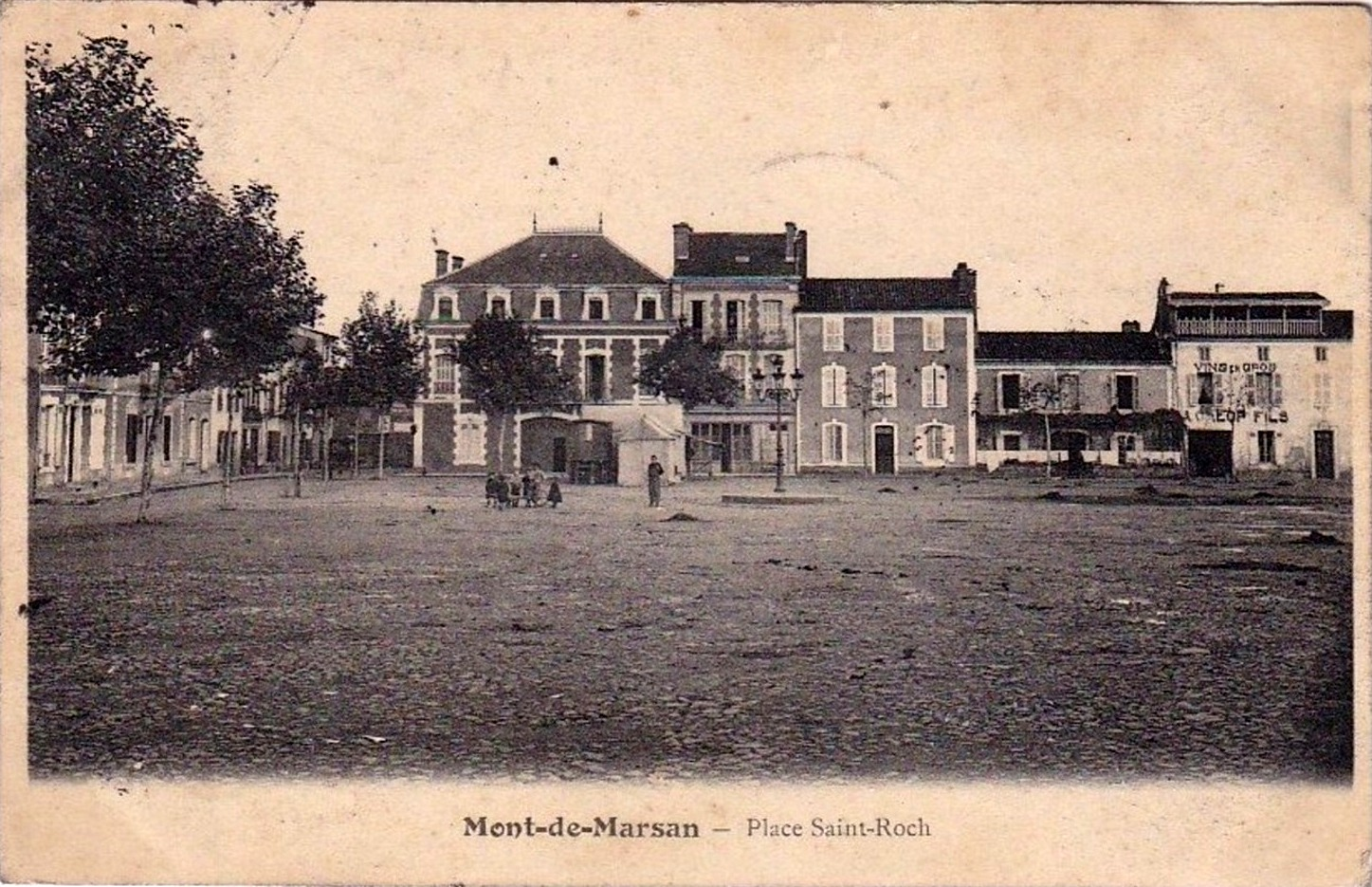
Photo ancienne de la place.
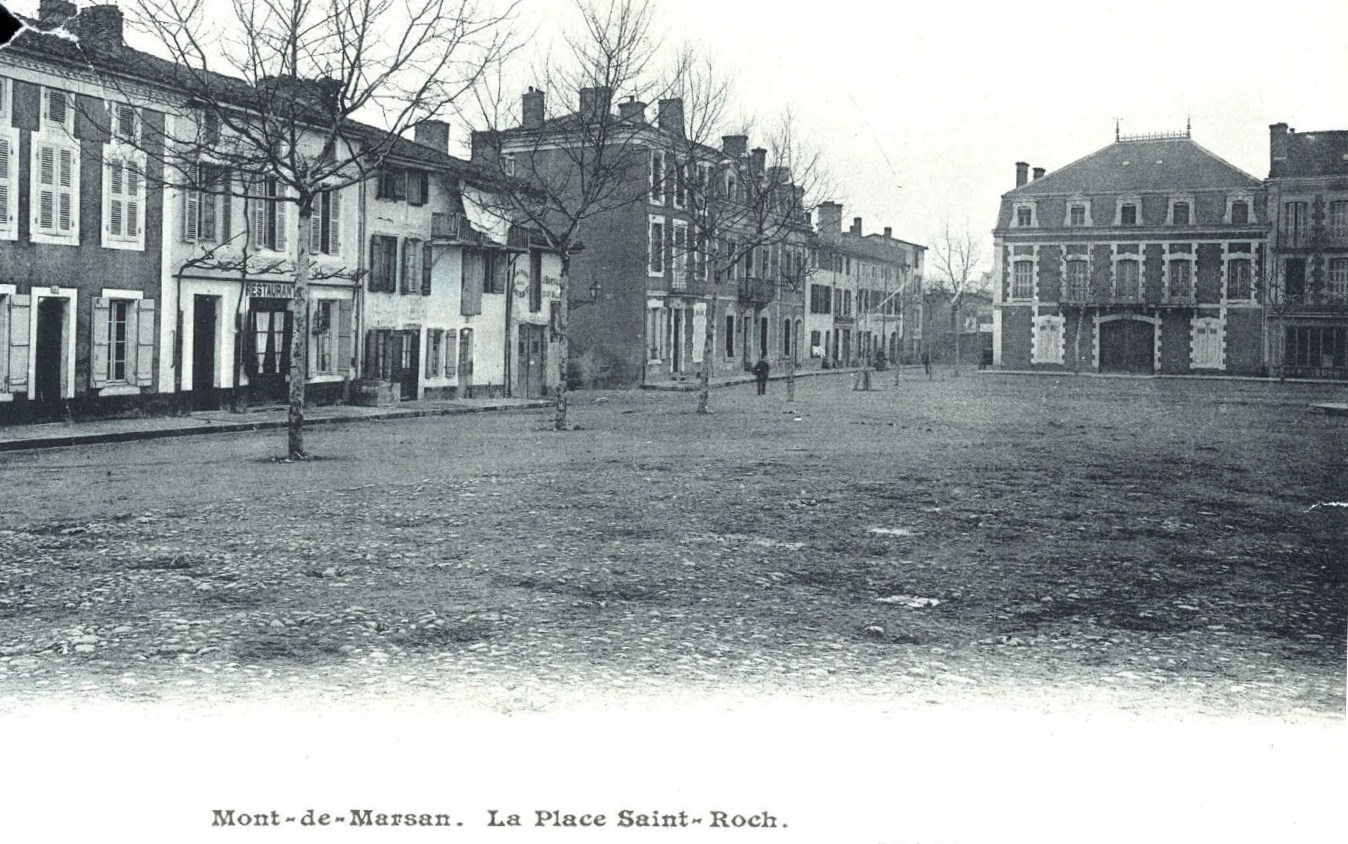
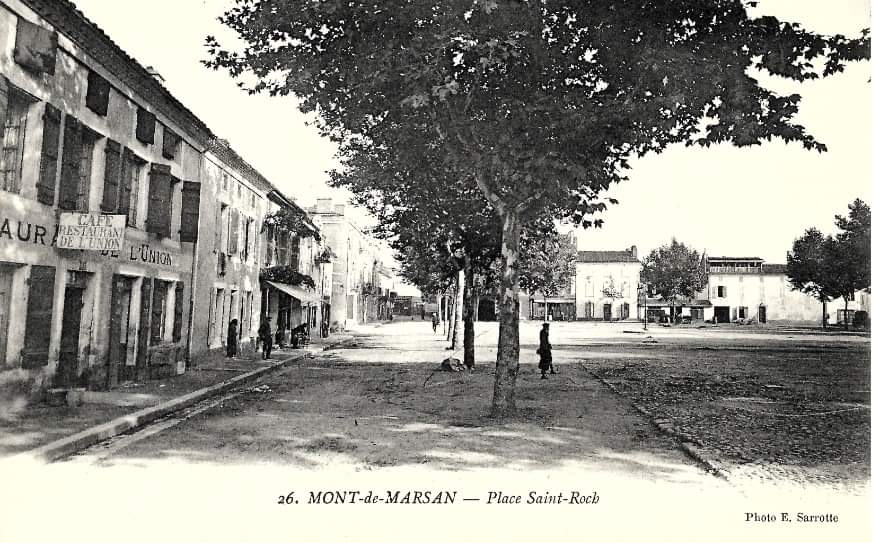

Tradition tauromachique

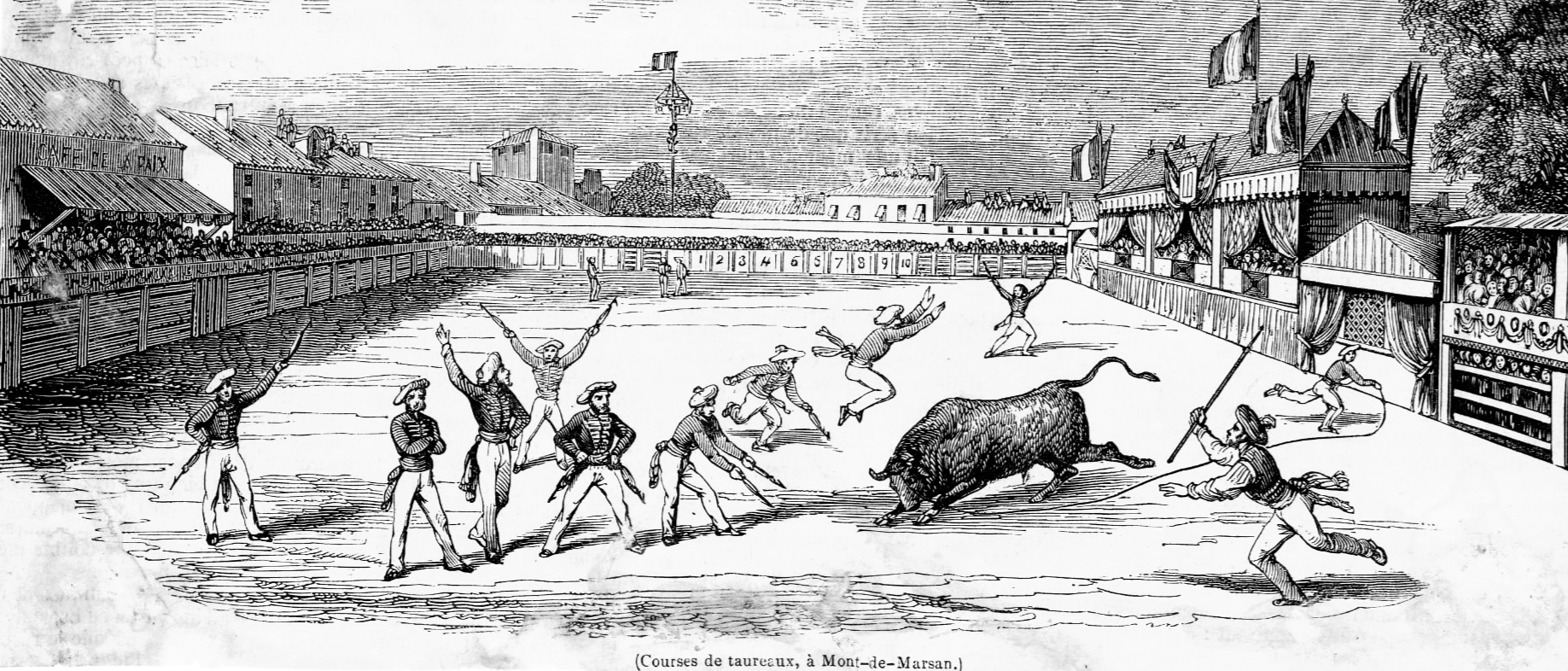
Courses de taureaux à Mont-de-Marsan (1845-1875)
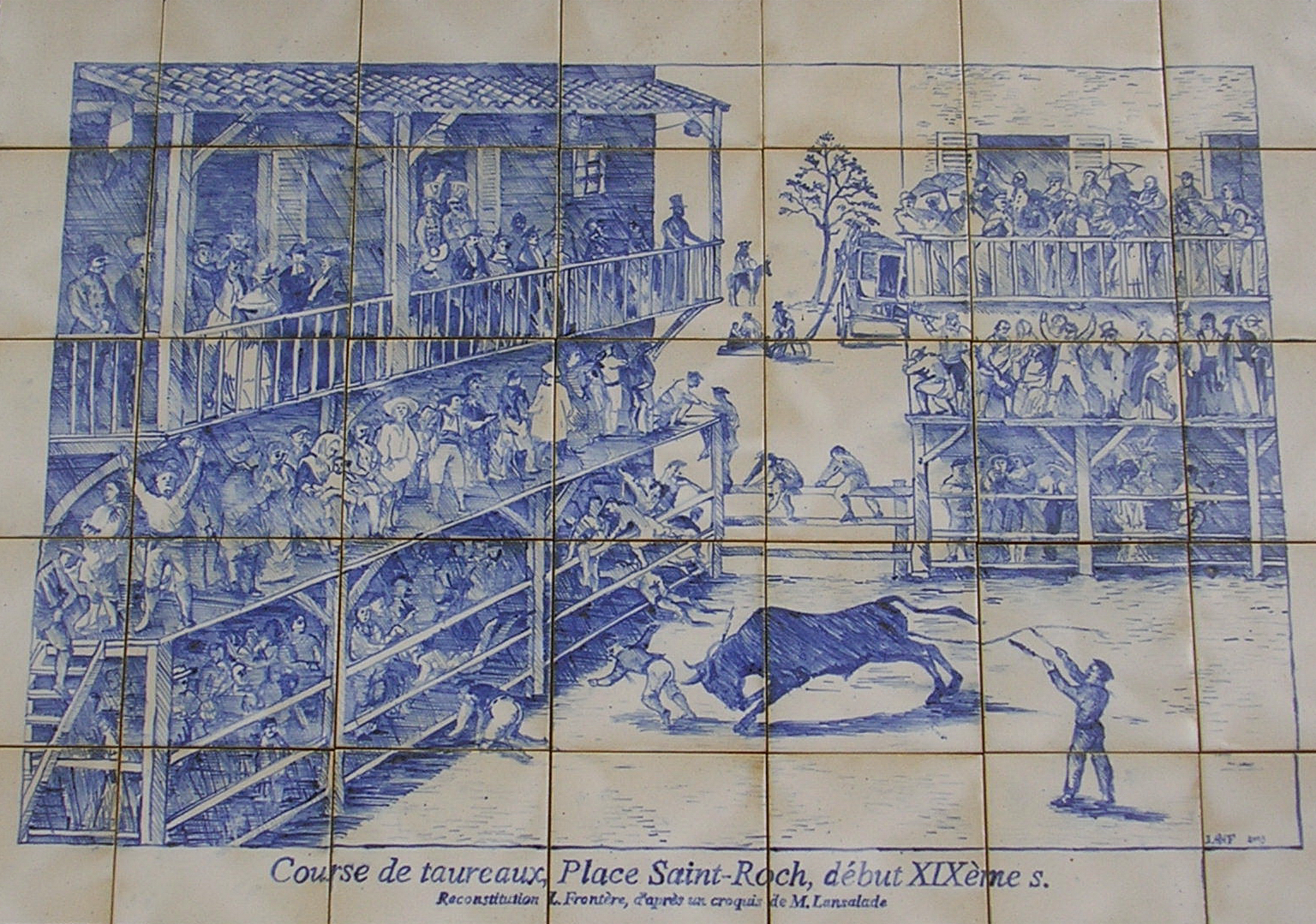
Azulejos au n°20 de la place Saint-Roch à Mont-de-Marsan représentant depuis le 18 juillet 2003[1] cette même place au XIXe siècle lorsqu'elle accueillait les courses de taureaux espagnoles. Reconstitution réalisée par L.Frontère, d'après un croquis de M.Lansalade.
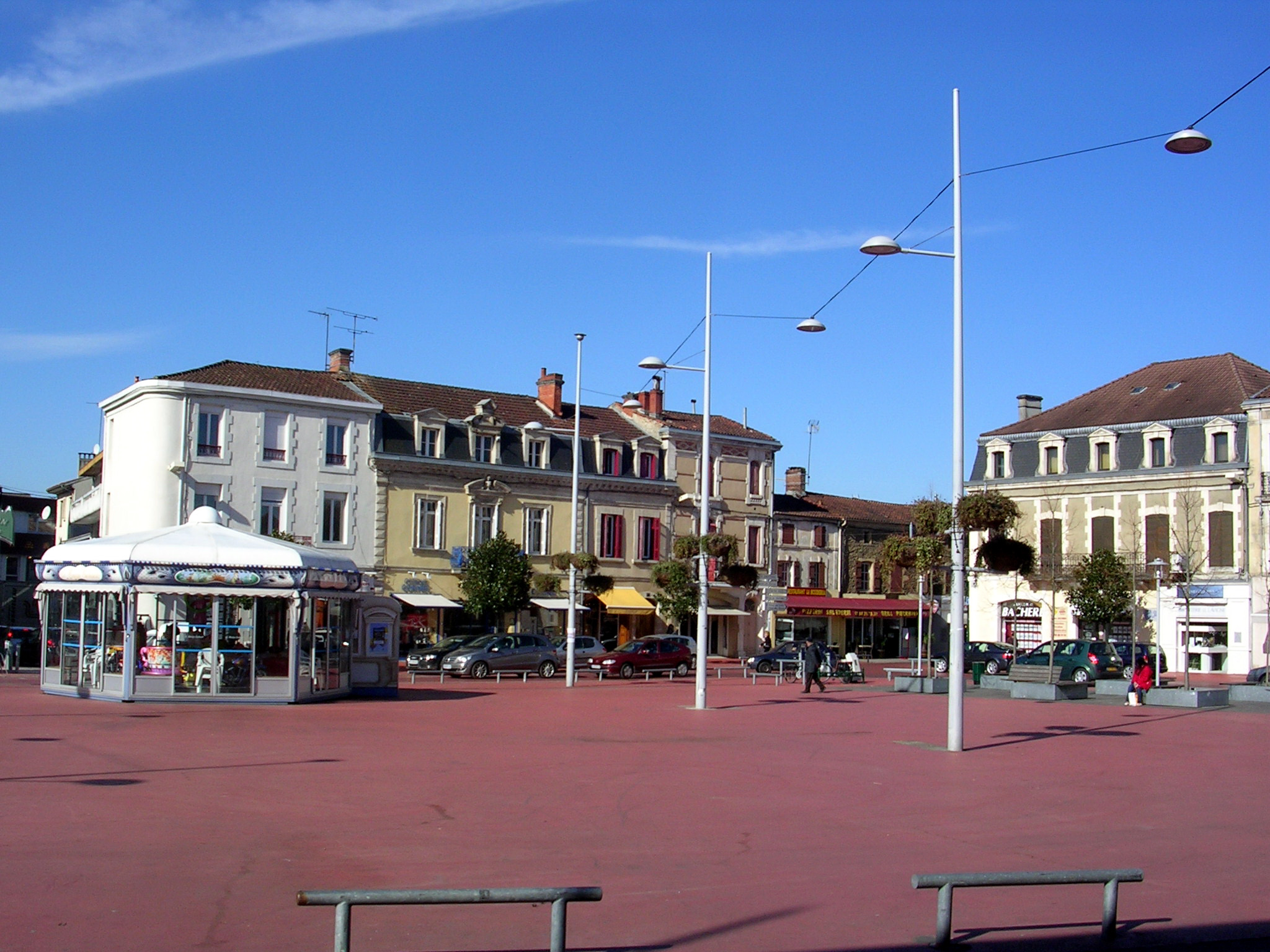
Place peinte en rouge entre 2003 et 2016 en souvenir de sa tradition tauromachique, la couleur évoquant celle du sang versé par les taureaux.